# ネーション・オブ・ドミネーション
ザ・ネーション・オブ・ドミネーション（The Nation of Domination）は、1996年から1998年にかけて、アメリカ合衆国のWWFで活動したプロレスラーのユニットである。ネーション・オブ・イスラムやブラックパンサー党をイメージしたヒールのユニットとして、アフリカ系アメリカ人の選手を中心に構成された。

## メンバー
（　）内は在籍期間。USWAでの初期メンバーは割愛。
- ファルーク（Faarooq）（1996年11月18日 - 1998年3月30日）
- クラレンス・メイソン（英語版）（Clarence Mason）（1996年11月18日 - 1997年6月9日） ※マネージャー
- J・C・アイス（J.C. Ice）（1996年11月18日 - 1997年3月30日）
- ウルフィー・D（Wolfie D）（1996年11月18日 - 1997年3月30日）
- クラッシュ（Crush）（1997年1月13日 - 1997年6月9日）
- ディーロ・ブラウン（D'Lo Brown）（1997年1月13日 - 1998年11月28日）
- サビオ・ベガ（Savio Vega）（1997年2月8日 - 1997年6月9日）
- カマ・ムスタファ / ザ・ゴッドファーザー（Kama Mustafa / The Godfather）（1997年6月16日 - 1998年10月18日）
- アーメッド・ジョンソン（Ahmed Johnson）（1997年6月22日 - 1997年8月4日）
- ロッキー・メイビア / ザ・ロック（Rocky Maivia / The Rock）（1997年8月11日 - 1998年10月12日）
- マーク・ヘンリー（Mark Henry）（1998年1月12日 - 1998年11月28日）
- オーエン・ハート（"The Black Hart" Owen Hart）（1998年4月27日 - 1998年9月28日）

## 来歴
オリジナル版のネーション・オブ・ドミネーション（以下NOD）は、当時WWFと提携していたテネシー州メンフィスのUSWAにて1996年に結成されていた。メンバーは、ビル・ダンディーの息子であるJ・C・アイスとウルフィー・DのPG-13を中心に、アキーム・モハメッド（ビッグ・ブラック・ドッグ）、イライジャ（スペルバインダー）、シャキール・アリ（トレイシー・スマザーズ）、サー・モハメッド（メイブルとのメン・オン・ナ・ミッションで知られるロバート・ホーン）、クイーン・モイシャ（後にWWF女子王者となるジャクリーン・ムーア）など、白人と黒人の混成ユニットだった。

### 第1期
1996年11月、元WCW世界ヘビー級王者のファルークをリーダーに、WWFにてNODは再編される。マネージャーには黒人弁護士のクラレンス・メイソンを迎え、彼がマネージメントしていたクラッシュもファルークの「白人ボディーガード」として加入、USWAから移籍してきたPG-13も入場時のエスコート役を務め、入場テーマ曲のラップを担当した。ファルークはマルコムXをデフォルメしたキャラクターとなって黒人至上主義を提唱し、暴力による白人優位社会の打倒を目指す急進的政治結社としてNODを組織、若手時代のディーロ・ブラウンを含む黒人メンバーを従えてリング上でのアジテーションを行った。
1997年からはベビーフェイスの黒人選手アーメッド・ジョンソンとの思想闘争が開始され、ファルークとの黒人同士による抗争アングルが繰り広げられる。NODはプエルトリカンのサビオ・ベガをヒールターンさせてメンバーに加えるなど戦力を増強し、3月23日にシカゴで開催された『レッスルマニア13』ではファルーク、クラッシュ、ベガ対ジョンソン&リージョン・オブ・ドゥームのシカゴ・ストリート・ファイトが行われた。

### 第2期
1997年6月8日、PPV『キング・オブ・ザ・リング』のメインイベントにてファルークはジ・アンダーテイカーのWWF世界ヘビー級王座に挑戦するが敗退。敗因はセコンドに付いていたクラッシュ、サビオ・ベガ、クラレンス・メイソンの責任であるとして、ファルークはディーロ・ブラウンを除く全員をNODから追放、"Bigger and Blacker" を強調し黒人レスラーのみで構成された新生NODを結成する。新メンバーにはカマ・ムスタファ、そして仇敵のアーメッド・ジョンソンが加わるが、ジョンソンは数週間で脱退。彼に代わって、往年の黒人スター選手ロッキー・ジョンソンの息子ロッキー・メイビアがヒールターンし、"ザ・ロック" ロッキー・メイビアを名乗って加入した。
一方、NODから追放されたクラッシュは白人バイカーグループのDOA（Disciples of Apocalypse）、サビオ・ベガはプエルトリコ系ストリートギャング集団のロス・ボリクアス（Los Boricuas）を結成。以降、人種間による三つ巴の軍団抗争が展開された。
また、ロッキー・メイビアはシングル戦線においてもストーン・コールド・スティーブ・オースチンやケン・シャムロックとの抗争を開始、12月8日の『Raw is War』ではインターコンチネンタル王座の新チャンピオンに認定された。

### 第3期
1998年1月にはマーク・ヘンリーもヒールターンしてメンバーに加わり、NODはファルーク、メイビア、ムスタファ、ブラウン、ヘンリーの5人組となったが、シングル王座を獲得したメイビアとリーダーのファルークの間に不協和音が発生。最終的にはメイビアがユニットを乗っ取った形でファルークを追放し、3月30日放送の『Raw is War』にて新リーダーとなったことを宣言した。これを機に、ユニット名はザ・ネーション（The Nation）、メイビアのリングネームはザ・ロックと、それぞれ簡略化された。また、カマ・ムスタファも黒人のピンプをイメージしたザ・ゴッドファーザーに変身、4月末からはオーエン・ハートも白人でありながら "The Black Hart" を名乗って加入。以降、トリプルH、ニュー・エイジ・アウトローズ、Xパック、チャイナらD-ジェネレーションXとの軍団抗争を繰り広げ、アティテュード路線に入ったWWFを牽引するヒール・ユニットとなった。
しかし、DXやストーン・コールド・スティーブ・オースチンとの抗争を通してロックの悪役人気は観客の支持へと変わり、ロックは10月にネーションを脱退してベビーフェイスに転向。ゴッドファーザーもポン引きのギミックはそのままにフェイスターンする。すでにオーエン・ハートもユニットを抜けてジェフ・ジャレットと新コンビを結成しており、残ったブラウンとヘンリーはタッグチームとしてネーションを継続させていたが、それぞれシングルで活動することとなり、1998年をもってネーション・オブ・ドミネーションは終焉を迎えた。

### 解散後
以後、ロックはストーン・コールド・スティーブ・オースチンと共にWWFのアティテュード路線を代表するスーパースターとなり、ゴッドファーザーはミッドカードの盛り上げ役となって不動の会場人気を獲得。ブラウンはIC王座戦線で活躍し、ヘンリーはセクシャル・チョコレートを名乗る異色のプレイボーイ・キャラクターに変身した。ファルークはNODを追われてからは中堅ベビーフェイスのポジションに甘んじていたものの、ブラッドショーとのアコライツを経てAPAのギミックで人気を博すなど、それぞれがアティテュード期のWWFにおいて成功を収めた。
なお、オーエン・ハートは1999年5月23日のPPV『オーバー・ジ・エッジ』における入場時の落下事故で死去したが、当日はネーション時代の盟友ゴッドファーザーと対戦する予定だった。

## 獲得タイトル
ユニットが存続していた1996年末から1998年にかけて、その時点での所属メンバーが戴冠したタイトル。
- WWFインターコンチネンタル王座：1回（ザ・ロック）[10]
  - 戴冠期間：1997年12月8日 - 1998年8月30日[15]
- WWFヨーロピアン王座：2回（ディーロ・ブラウン）[16]
  - 戴冠期間：1998年7月20日 - 1998年9月15日[17]、1998年9月29日 - 1998年10月18日[18]